# Josep Coll Torrelles
Josep Coll Torrelles (Lleida, 1907-París, 1991). Paleta, polític comunista i socialista català.

## En la CNT i el Bloc Obrer i Camperol
Treballador de la construcció, als 18 anys va anar a viure a Barcelona on s'afilià al Sindicat de la Construcció de la CNT, en el qual aviat ocupà càrrecs de responsabilitat. El 1930 era tresorer a la junta directiva del sindicat. El 1928 va participar en la construcció del Partit Comunista Català, del qual en fou un dels dirigents i formà part de la redacció de "Treball". El 1930 creà l'Oposició Sindicalista Revolucionària i s'incorporà al Bloc Obrer i Camperol. Va ser membre del Comitè Central i del Comitè Executiu. Fou candidat del BOC en les eleccions municipals del 12 d'abril de 1931, quan es presentà pel districte novè de la ciutat de Barcelona; a les eleccions al Parlament de Catalunya del 20 de novembre de 1932 per la ciutat de Barcelona; a les eleccions de diputats del 19 de novembre de 1993 i a les eleccions municipals del 14 de gener de 1934 per Barcelona.

## La fundació del POUM, la guerra i l'exili
El 19 de setembre de 1935 va assistir a la reunió clandestina en la qual es va constituir el Partit Obrer d'Unificació Marxista (POUM), formant part del seu comitè executiu. En esclatar la guerra civil va ser elegit delegat a la Junta de Seguretat Interior de Catalunya, que el nomenà secretari general d'orde públic. El desembre de 1936 va ser un dels signants del manifest del comitè central del POUM davant la crisi del govern de la Generalitat, en la qual el POUM fou exclòs del govern català. Detingut després de maig de 1937 aconseguí d'evadir-se i marxà a França el 1938, on ajudà als refugiats entre 1939 i 1941, data en què fou detingut a Montalban i condemnat a quatre anys de presó. Fou reclòs en un camp de concentració prop de Dunkerke fins al desembarc aliat. El 1944 seguint les tesis de Rovira se separà del POUM per fundar el Moviment Socialista de Catalunya, del qual formà part del Secretariat el 1945 fins a la constitució del primer Comitè Executiu. Seguí Rovira en la seva tesi de mantenir el MSC com "front orgànic" i no passar encara a ser un partit, fet pel qual renuncià a tenir un lloc directiu. El 1978 ingressà en PSC, essent secretari de la secció de París. Es autor amb Josep Pané del llibre: "Josep Rovira" (1978).